# Ведучий вокаліст

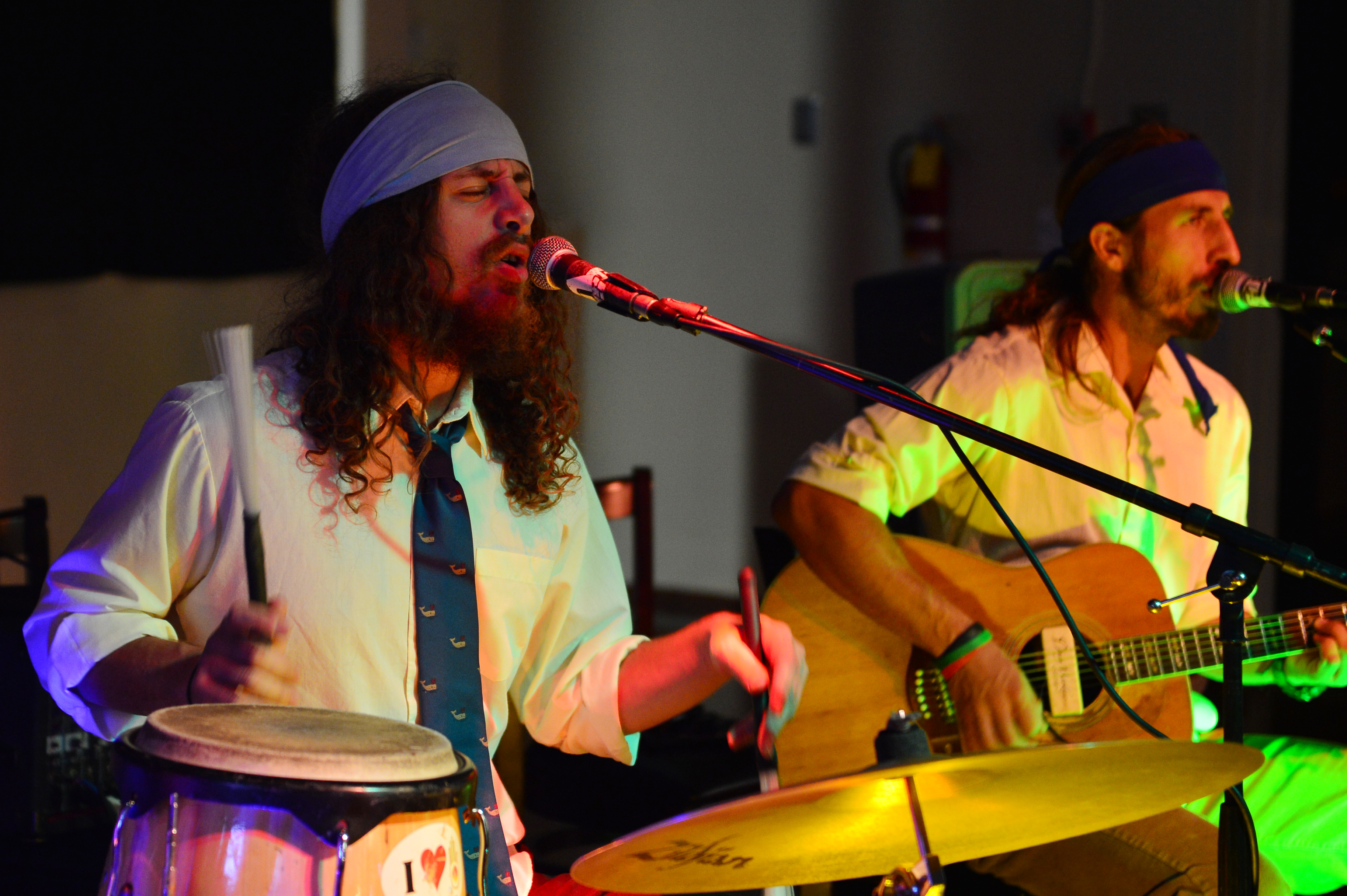
Девід «Хоуг» Кепнер (ліворуч) співає як головний вокаліст, граючи на барабанах під час виступу в Drop Zone на авіабазі Кеннон, Нью-Мексико, а ритм-гітарист співає резервний вокал

Соліст-вокаліст (або ведучий (головний) вокаліст) у популярній музиці — це, як правило, учасник групи або гурту, чий голос є найбільш помітною мелодією у виконанні, де може звучати декілька голосів. Соліст-вокаліст протиставляє свій голос акомпануючим партіям ансамблю, як домінуючий звук. У вокальних групах, особливо в музиці соул, госпел та ранньому рок-н-ролі, вокаліст бере на себе основну вокальну мелодію, а хор або гармонійний вокал виконують інші учасники групи як бек-вокалісти. Вокалісти, як правило, включають деякі рухи або жести у своє виконання, а деякі можуть брати участь у танцювальних номерах під час шоу, особливо в поп-музиці. Деякі вокалісти також грають на інструменті під час виступу, або в ролі акомпанементу (наприклад, на гітарі), або виконуючи соло на головному інструменті/інструменті, коли вони не співають (як у випадку з вокалістом-гітаристом-віртуозом Джимі Гендріксом).
Соліст-вокаліст також зазвичай керує вокальним ансамблем і групою за допомогою візуальних сигналів, що вказують на зміну темпу або динаміки, зупинки або паузи і початок нових розділів (якщо на сцені немає диригента, як у випадку з біг-бендом, або якщо цю роль не виконує інструменталіст-лідер групи). Вокаліст, як правило, також виступає перед аудиторією в перервах між піснями, щоб надати інформацію про пісні (наприклад, хто їх написав або чому саме ця пісня була обрана), представити учасників гурту та налагодити взаєморозуміння з аудиторією. Вокаліст може також відігравати провідну роль на репетиціях, якщо тільки немає лідера гурту, який бере на себе цю роль. Якщо вокаліст є автором пісень, він може писати частину або всі тексти пісень, або створювати цілі пісні (включаючи акорди та мелодії).
Прикладами головного вокаліста в рок-музиці є Фредді Мерк'юрі з Queen і Мік Джаггер з Rolling Stones. Подібним чином у соул-музиці Смокі Робінсон був головним вокалістом The Miracles. У групі може бути два чи більше провідних вокалістів, які чергують лідируючі співи між піснями чи всередині пісні, як-от у The Beatles чи Fleetwood Mac, або два чи більше вокалісти можуть співати провідні вокали в одній партії, як це часто траплялося з ABBA.

## Термінологія
Головного вокаліста також можна назвати головним вокалістом або солістом. Особливо в рок-музиці вокаліст або соліст часто є фронтменом  або фронт-жінкою, яка також може грати на одному або кількох інструментах і часто розглядається публікою як лідер або речник групи.

## Історія

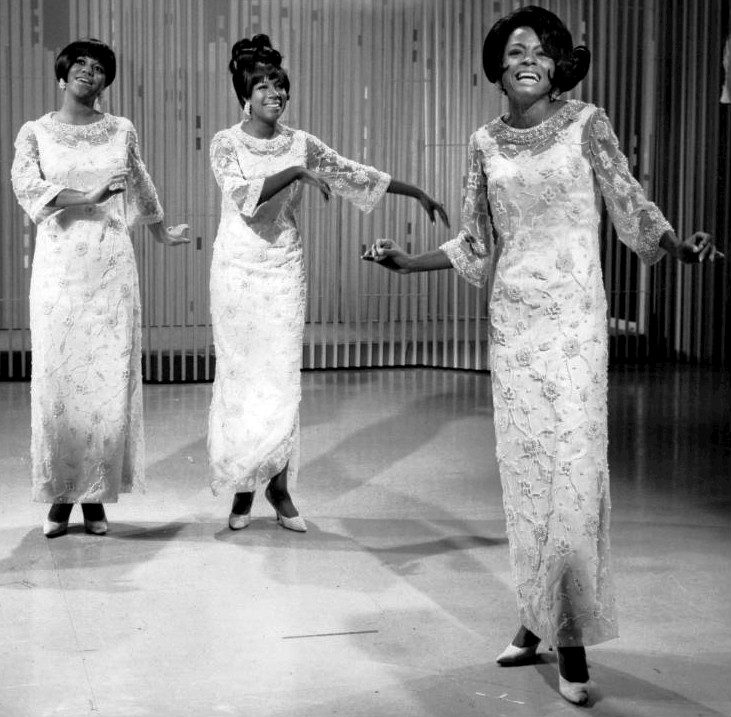
Діана Росс (спереду) виконує головний вокал у пісні Supremes «My World Is Empty Without You» з Флоренс Баллард і Мері Вілсон у гармонії

Невідомо, коли вперше було використано термін «провідний вокал», але, можливо, він з'явився наприкінці 1930-х років, коли насичена вокальна взаємодія з декількома голосами, де один або кілька голосів можуть домінувати, почала впливати на північноамериканську популярну музику, яка раніше була переважає сольний вокал. Однак практика використання соліста у вокальних групах має більш давню історію: ранньою формою є «заклик і відповідь», що зустрічається в робочих піснях і спірічуелс, які співали афроамериканські раби. Пісні кінця дев'ятнадцятого століття часто використовували провідний сольний голос (або «заклик»), за яким слідувала хорова відповідь інших співаків. З розвитком стилю через ранні комерційні записи та виступи на початку XX століття роль вокаліста стала більш усталеною, хоча популярні групи 1930-х і 1940-х років, такі як «The Ink Spots» і «The Mills Brothers», зазвичай використовували різних вокалістів для різних пісень, а не одного і того ж вокаліста протягом усього часу. До 1950-х років такі співаки, як Сем Кук (у гурті Soul Stirrers) і Клайд Макфатер (у гурті The Shadows) взяли на себе більш чітко визначені ролі вокалістів, і до кінця десятиліття назви гуртів часто змінювалися, щоб відобразити провідні ролі основних вокалістів, з такими прикладами, як Frankie Lymon & the Teenagers і Dion & the Belmonts. 

Академік Девід Горн написав:
Вплив американських ритм-енд-блюзових записів цілком може бути вирішальним у асиміляції формату провідного вокаліста та бек-групи в гітарних британських «бітних» групах 1960-х років і в американських групах, таких як The Beach Boys. З цих різних точок, включаючи Motown, він став стандартним пристроєм у рок- та поп-музиці. У деяких гуртах – найвідоміший The Beatles – ролі головного вокаліста чергувалися (в даному випадку переважно між двома виконавцями), тоді як в інших – наприклад, Herman's Hermits – домінував один соліст. 

## Особливості та винятки в рок- та поп-музиці

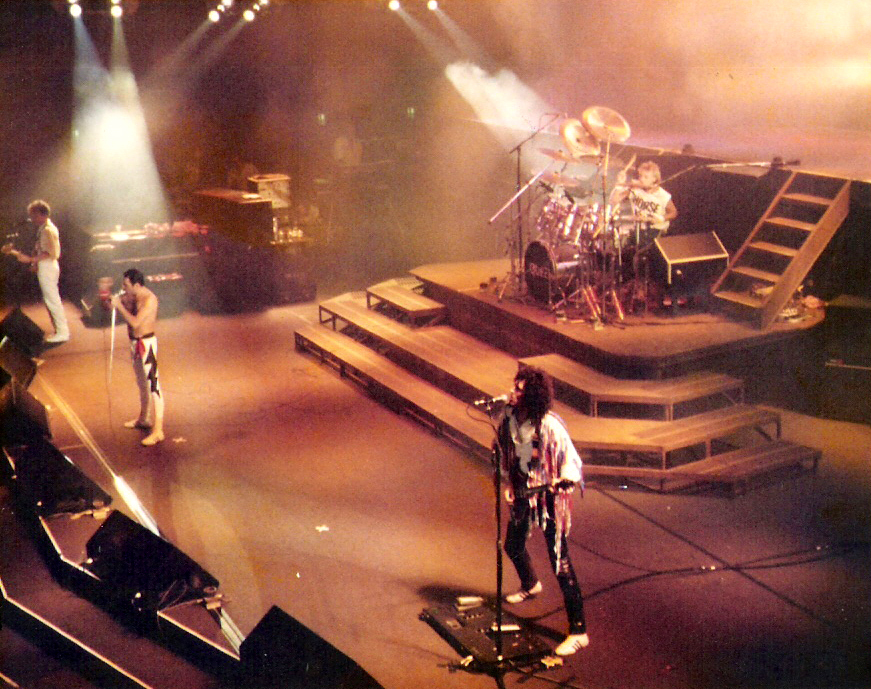
Queen виступає у типовій рок-групі під час концерту 1984 року. Соліст (фронтмен) Фредді Мерк’юрі стоїть у центрі сцени перед барабанщиком Роджером Тейлором і розташований між бас-гітаристом Джоном Діконом і головним гітаристом Брайаном Меєм.

Існує стільки типів і стилів вокаліста, скільки стилів і жанрів музики. Однак головний вокаліст групи чи гурту зазвичай привертає увагу глядачів. Головного вокаліста гурту іноді називають «фронтмен» або «фронтмен», як найпомітнішого виконавця в групі. У той час як більшість гуртів мають одного вокаліста, багато інших мають двох вокалістів або інших членів гурту, які виконують головну роль у певних піснях. Вокаліст часто визначає імідж та індивідуальність групи для широкої публіки.
У сучасній рок-музиці головний співак часто є лідером групи та представником. Хоча вокалістів або представників будь-яких музичних ансамблів можна назвати фронтменами, цей термін дуже широко використовується в рок-музиці. Оскільки посада зазвичай має розширену роль від простих головних вокалістів, були випадки, коли фронтменом групи був хтось інший, ніж головний вокаліст. Наприклад, у той час як головним вокалістом гурту Fall Out Boy є гітарист Патрік Стамп, басиста та автора пісень Піта Венца зазвичай називають фронтменом як у ЗМІ, так і самі учасники гурту, оскільки він представляє гурт у дає більшість інтерв’ю та найбільше сприяє іміджу групи в популярних ЗМІ.